# Schleiden (Heinsberg)

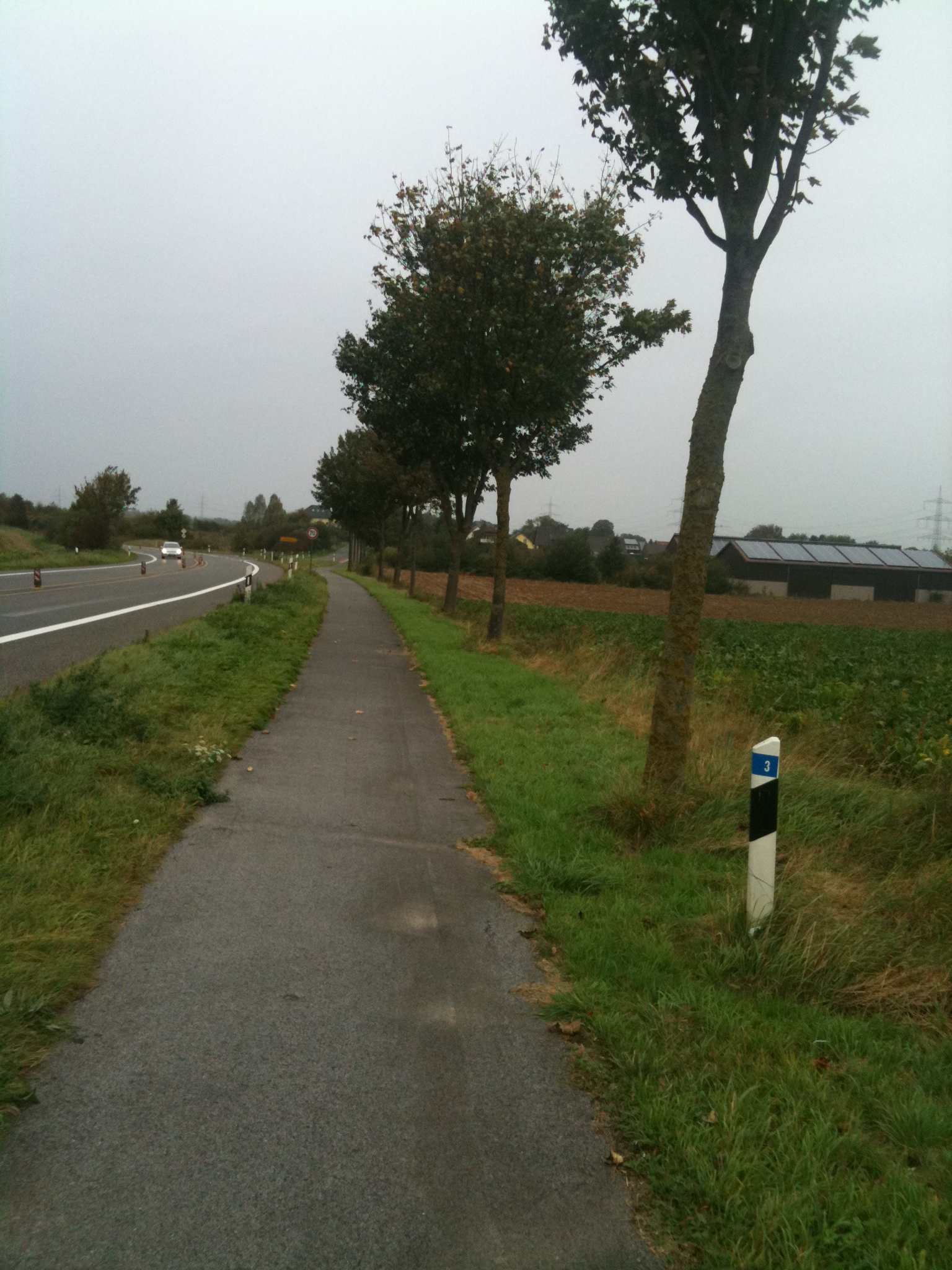
Blick auf Heinsberg-Schleiden

Schleiden ist ein Ortsteil von Heinsberg in Nordrhein-Westfalen.

## Geografie
Der Ort grenzt nördlich an Heinsberg, östlich an Schafhausen, Eschweiler und Grebben und eine kleinere Siedlung namens Dorath.

## Geschichte
Die erste Siedlung in Schleiden wurde um das 14. und 15. Jahrhundert erwähnt. Diese Struktur des Dorfes ähnelte noch nicht der heutigen Form entlang der Landstraße, der ehemaligen Bundesstraße 221.
Innerhalb Schleidens gibt es eine Kapelle, welche im Jahr 2015 ihre 50-jährige Einsegnung feierte. Diese wurde am 8. Dezember 1964 vorgenommen.
Die Schule im Dorf ist schon seit den 1950ern als Jugendheim umgenutzt worden. Im Dorf gibt es eine Löschgruppe der Freiwilligen Feuerwehr Heinsberg.

## Bauwerke

### Schleiden Nr. 108
Dieses Haus wirkt als das älteste des Dorfes, allerdings hat das Haus eine Jahreszahl über der Tür, die 1807 zeigt. Vor dem Haus steht ein Wegekreuz.

### Schleiden Nr. 45 und Nr. 47
Die benachbarten Wohnhäuser sind beide aus dem 19. Jahrhundert, wobei die genaue Jahreszahl bei Haus Nr. 47 unklar ist. Man schätzt das Haus auf Anfang des 19. Jahrhunderts. Das Haus Nr. 45 ist 1857 gebaut worden.
siehe auch Liste der Baudenkmäler in Heinsberg (Lage "Schleiden")

### Schleiden Nr. 66
Im Vorgarten des Hauses Nr. 66 steht ebenfalls ein Wegekreuz. Dieses gehört der Stadt. Es ist etwa 160 cm hoch und zeigt eine Jesusfigur. Am unteren Ende dieses Kreuzes steht eine Marienfigur.

### Schleiden Nr. 68
Die alte Schule Schleidens, welche nun als Jugendheim, Versammlungsort der Jugend- und Interessengemeinschaft (J+I) und Ort für die alljährlichen Halloween-, Advents-, Nikolaus- und Karnevalsfeiern genutzt wird. Unter Einwohnern ist sie noch immer als "Die Alte Schule" bekannt.

## Wirtschaft und Verkehr

### Verkehr
Der Ort ist nur über die Straße erreichbar, einen Bahnhof gibt es nicht. Der nächste Bahnhof, an der Wurmtalbahn, liegt in Oberbruch. Durch den Ort führte bis zur Umgehung die Bundesstraße 221. Heute ist der Ort verkehrsberuhigt.
Die AVV-Buslinien 410, 472 und SB 1 der WestVerkehr verbinden Schleiden wochentags mit Heinsberg und Geilenkirchen zum Bahnhof, wo es Umsteigemöglichkeiten nach Aachen (RE 4, RB 33), Dortmund (RE 4) und nach Duisburg (RB 33) gibt. Abends und am Wochenende kann der Multi-Bus angefordert werden.
| Linie | Verlauf |
| ----- | --- |
| 410   | (Oberbruch Schulzentrum – Unterbruch –) Heinsberg Busbf – Heinsberg AOK – (Schleiden – Uetterath – Rischden) / (Aphoven – Scheifendahl – Straeten – Waldenrath – Tripsrath – Hochheid) – (Bauchem – Geilenkirchen Schulzentrum – Bauchem –) Geilenkirchen Bf |
| 472   | Heinsberg Busbf – Schleiden / (Aphoven – Laffeld – Scheifendahl – Erpen) – Straeten – Waldenrath – Birgden (– Schierwaldenrath – Langbroich – Vinteln – Gangelt)                                                                                             |
| SB1   | Schnellbus: Erkelenz Bf – Erkelenz Burg / Erkelenz ZOB – Gerderath – Myhl – Wassenberg – Orsbeck – Unterbruch – Heinsberg Busbf – (Schleiden –) Rischden – Geilenkirchen Bf                                                                                  |

### Wirtschaft
Der Ort ist sehr landwirtschaftlich geprägt. 
In Schleiden ist das landwirtschaftliche Unternehmen "Derichs LU GmbH" ansässig.

## Sport und Freizeit
Im Ort gibt es ein Jugendheim, einen Spielplatz und einen Bolzplatz.